# Copa del Rey de atletismo
La Copa de Su Majestad El Rey de Clubes en Pista Cubierta es la competición atlética indoor entre clubes masculinos más importante de España. Está organizada por la Real Federación Española de Atletismo (RFEA) y se disputa anualmente con la participación de los clubes con mejores resultados al aire libre la temporada anterior. La primera edición tuvo lugar en 1982 con el nombre de Copa de España.
El equivalente de esta competición en categoría femenina es la Copa de la Reina, que tradicionalmente se disputa en la misma fecha y sede que la Copa del Rey. Además de esta competición en categoría absoluta, desde 1991 se disputa también la Copa de Clubes Júnior en Pista Cubierta -conocida como Trofeo Antonio Ferrer- y desde 2009 la Copa de Clubes cadete en Pista Cubierta.

## Historia
La creación de la competición, tanto masculina como femenina, fue anunciada por la Real Federación Española de Atletismo en octubre de 1981, con el objetivo del atletismo en pista cubierta. La primera edición debía celebrarse el 13 de febrero de 1982 en Valencia, coincidiendo con la inauguración del Palacio de los Deportes de Fuente de San Luis. Sin embargo, debido a un retraso en las obras de construcción del pabellón valenciano, finalmente la primera edición tuvo lugar en el Palacio de los Deportes de Oviedo, donde se disputó también el Campeonato de España individual de ese año. En la edición inaugural de la Copa del Rey participaron seis clubes masculinos: FC Barcelona, que fue el primer campeón, CN Barcelona, CG Barcelonès, UD Salamanca, Valencia CF y RCD La Coruña, que cubrió la plaza del desaparecido Vallehermoso.
En sus primeros años la competición fue conocida como Campeonato o Copa de España de Clubes en Pista Cubierta. 
A partir de 1997 tomó la denominación actual en honor al Rey de España.

## Sistema de competición
La Copa de SM El Rey se disputa anualmente, en una única jornada, habitualmente en el mes de enero o febrero, por lo que suele ser la competición que abre la temporada atlética nacional en pista cubierta. La sede del encuentro puede variar cada año, en función del club organizador del evento. El formato de la competición es análogo a la Copa de La Reina femenina.
Participan en la competición ocho clubes: los cuatro primeros clasificados en la División de Honor del Campeonato de España de Clubes de la temporada anterior; el club organizador (si supera la puntuación mínima exigida) y los tres clubes con mejor puntuación mediante estadillo de marcas de la temporada anterior.
La competición consta de trece pruebas: 60, 200, 400, 800, 1.500 y 3.000 metros lisos, 60 metros vallas, relevo sueco, salto de altura, pértiga, salto de longitud, triple salto y lanzamiento de peso. Cada club participa en cada prueba con un único atleta (o equipo, en caso de los relevos) y un máximo de tres extranjeros —no seleccionables— por equipo. En cada prueba, los atletas puntúan en función de su clasificación, del siguiente modo: 8 puntos al 1º, 7 al 2º, 6 al 3º, 5 al 4º, 4 al 5º, 3 al 6º, 2 al 7º y 1 al 8º, mientras que los atletas (o equipo en los relevos) retirados o descalificados no puntúan. 
La clasificación final se establece contando el total de puntos sumados por cada club en las trece pruebas, resultado vencedor de la Copa del Rey el club con mayor puntuación. En caso de empate a puntos, se desempata en favor del club con más primeros puestos conseguidos. Los tres primeros clasificados reciben un trofeo acreditativo.

## Palmarés
| Edición | Año  | Sede          | Estadio                                   | Campeón                 |
| ------- | ---- | ------------- | ----------------------------------------- | ----------------------- |
| I       | 1982 | Oviedo        | Palacio de los Deportes                   | FC Barcelona            |
| II      | 1983 | Valencia      | Pabellón Fuente de San Luis               | FC Barcelona            |
| III     | 1984 | Oviedo        | Palacio de los Deportes                   | FC Barcelona            |
| IV      | 1985 | San Sebastián | Velódromo de Anoeta                       | FC Barcelona            |
| V       | 1986 | Madrid        | Pista Cubierta de Gallur                  | FC Barcelona            |
| VI      | 1987 | San Sebastián | Velódromo de Anoeta                       | UDS Cajasalamanca       |
| VII     | 1988 | San Sebastián | Velódromo de Anoeta                       | Larios AMM              |
| VIII    | 1989 | Sevilla       | Pista de atletismo del Pabellón San Pablo | Larios AMM              |
| IX      | 1990 | San Sebastián | Velódromo de Anoeta                       | Larios AMM              |
| X       | 1991 | San Sebastián | Velódromo de Anoeta                       | FC Barcelona            |
| XI      | 1992 | Zaragoza      | Palacio de Deportes de Zaragoza           | FC Barcelona            |
| XII     | 1993 | San Sebastián | Velódromo de Anoeta                       | Larios AMM              |
| XIII    | 1994 | San Sebastián | Velódromo de Anoeta                       | Larios AMM              |
| XIV     | 1995 | San Sebastián | Velódromo de Anoeta                       | Larios AMM              |
| XV      | 1996 | Valencia      | Palacio Velódromo Luis Puig               | Larios AMM              |
| XVI     | 1997 | San Sebastián | Velódromo de Anoeta                       | Larios AMM              |
| XVII    | 1998 | San Sebastián | Velódromo de Anoeta                       | Larios AMM              |
| XVIII   | 1999 | Valencia      | Palacio Velódromo Luis Puig               | CA Valencia Terra i Mar |
| XIX     | 2000 | Oviedo        | Palacio de los Deportes                   | Airtel AMM              |
| XX      | 2001 | Valencia      | Palacio Velódromo Luis Puig               | Airtel AMM              |
| XXI     | 2002 | Valencia      | Palacio Velódromo Luis Puig               | Puma Chapín Jerez 2002  |
| XXII    | 2003 | Valencia      | Palacio Velódromo Luis Puig               | Puma Chapín Jerez       |
| XXIII   | 2004 | San Sebastián | Velódromo de Anoeta                       | Puma Chapín Jerez       |
| XXIV    | 2005 | Valencia      | Palacio Velódromo Luis Puig               | FC Barcelona            |
| XXV     | 2006 | Valencia      | Palacio Velódromo Luis Puig               | Puma Chapín Jerez       |
| XXVI    | 2007 | Valencia      | Palacio Velódromo Luis Puig               | FC Barcelona            |
| XXVII   | 2008 | Valencia      | Palacio Velódromo Luis Puig               | FC Barcelona            |
| XXVIII  | 2009 | Valencia      | Palacio Velódromo Luis Puig               | Playas de Castellón     |
| XXIX    | 2010 | Valencia      | Palacio Velódromo Luis Puig               | FC Barcelona            |
| XXX     | 2011 | Sabadell      | Pista Coberta d’Atletisme de Catalunya    | FC Barcelona            |
| XXXI    | 2012 | Valencia      | Palacio Velódromo Luis Puig               | Playas de Castellón     |
| XXXII   | 2013 | Valencia      | Palacio Velódromo Luis Puig               | Playas de Castellón     |
| XXXIII  | 2014 | Valencia      | Palacio Velódromo Luis Puig               | FC Barcelona            |
| XXXIV   | 2015 | San Sebastián | Velódromo de Anoeta                       | FC Barcelona            |
| XXXV    | 2016 | Valencia      | Palacio Velódromo Luis Puig               | Playas de Castellón     |
| XXXVI   | 2017 | Madrid        | Pista Cubierta de Gallur                  | FC Barcelona            |
| XXXVII  | 2018 | Valencia      | Palacio Velódromo Luis Puig               | FC Barcelona            |
| XXXVIII | 2019 | San Sebastián | Velódromo de Anoeta                       | FC Barcelona            |
| XXXIX   | 2020 | Valencia      | Palacio Velódromo Luis Puig               | Playas de Castellón     |
| XL      | 2021 | Barcelona     | Palau Sant Jordi                          | FC Barcelona            |
| XLI     | 2022 | Madrid        | Pista Cubierta de Gallur                  | FC Barcelona            |
| XLII    | 2023 | Orense        | Pista de Atletismo Cuberta de Ourense     | FC Barcelona            |
| XLIII   | 2024 | Málaga        | Pista Cubierta de Antequera               | Playas de Castellón     |
| XLIV    | 2025 | Valencia      | Palacio Velódromo Luis Puig               | Playas de Castellón     |

### Títulos por clubes
- 21 FC Barcelona
- 11 Asociación Atlética Moratalaz (incluye Larios AAM y Airtel AAM)
- 7 Playas de Castellón
- 4 Club Atletismo Chapín (incluye Puma Chapín Jerez 2002 y Puma Chapín)
- 1 CA Valencia Terra i Mar
- 1 Unión Deportiva Salamanca Cajasalamanca